# Sam Johnson

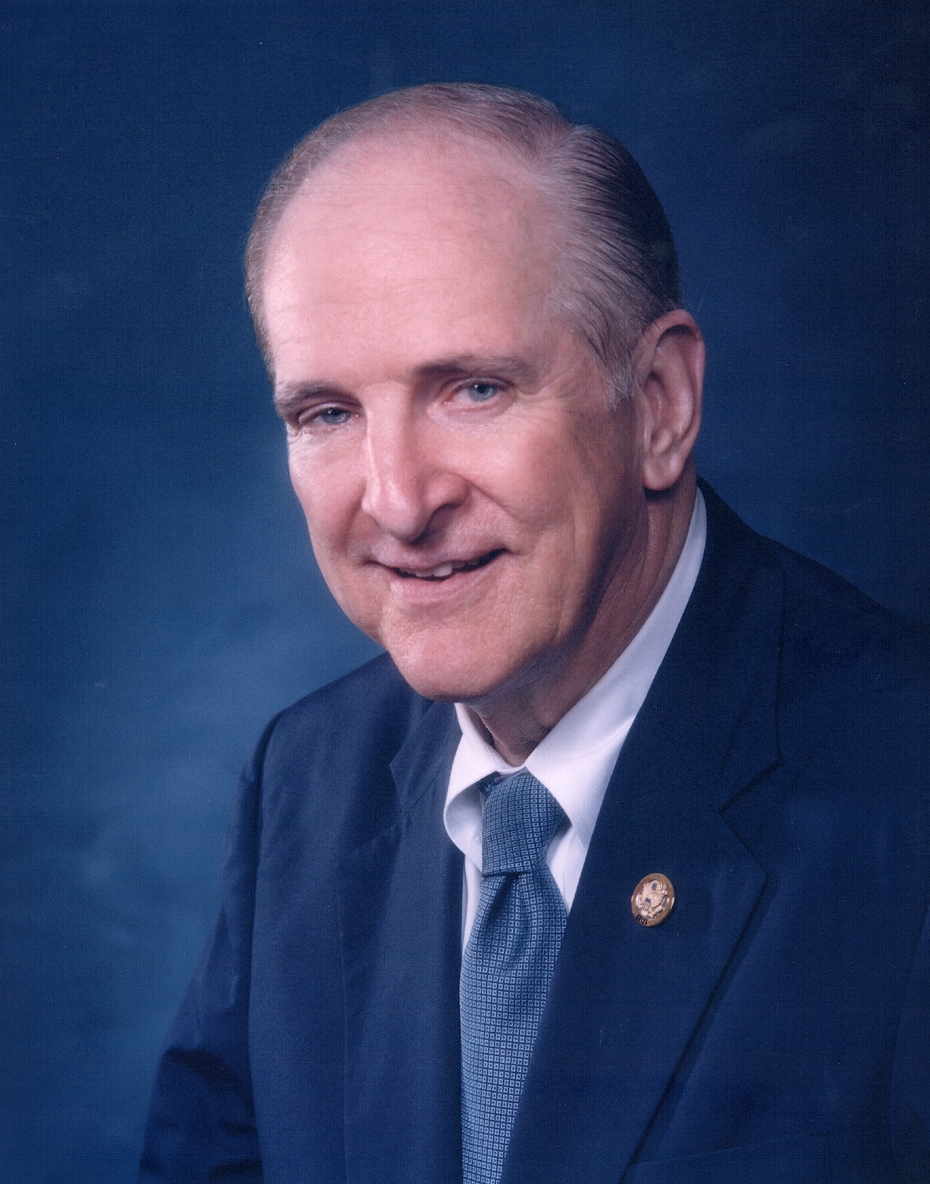
Sam Johnson (2005)

Samuel Robert „Sam“ Johnson (* 11. Oktober 1930 in San Antonio, Texas; † 27. Mai 2020 in Plano, Texas) war ein US-amerikanischer Politiker. Von 1991 bis 2019 vertrat er den Bundesstaat Texas im US-Repräsentantenhaus.

## Werdegang
Sam Johnson besuchte die Woodrow Wilson High School in Dallas und studierte danach bis 1951 an der dortigen Southern Methodist University. Zwischen 1950 und 1979 diente er in der United States Air Force. Dabei war er sowohl im Koreakrieg als auch im Vietnamkrieg als Kampfpilot eingesetzt. Sieben Jahre lang war er Kriegsgefangener. Danach studierte er bis 1974 an der George Washington University. Gleichzeitig begann er als Mitglied der Republikanischen Partei eine politische Laufbahn. Zwischen 1985 und 1991 saß er als Abgeordneter im Repräsentantenhaus von Texas.
Nach dem Rücktritt des Abgeordneten Steve Bartlett wurde Johnson bei der fälligen Nachwahl für den dritten Sitz von Texas als dessen Nachfolger in das US-Repräsentantenhaus in Washington, D.C. gewählt, wo er am 8. Mai 1991 sein neues Mandat antrat. Da er bei allen folgenden Wahlen, bis einschließlich der des Jahres 2016, wiedergewählt wurde, konnte er sein Mandat bis zum 3. Januar 2019 ausüben. Bei der Kongresswahl 2018 trat er nicht wieder an. In seine Zeit als Kongressabgeordneter fielen die Terroranschläge am 11. September 2001, der Irakkrieg und der Militäreinsatz in Afghanistan. Johnson galt als einer der konservativsten Kongressabgeordneten. Er war Mitglied im Committee on Ways and Means, dem er im Jahr 2015 zeitweise kommissarisch vorstand, und in zwei von dessen Unterausschüssen sowie im United States Congress Joint Committee on Taxation. 
Mit seiner Frau Shirley hatte er drei Kinder; er lebte mit seiner Familie privat in Plano (Texas), wo er im Mai 2020 im Alter von 89 Jahren starb.